# メタルシードラモン
メタルシードラモンは
1. デジタルモンスターシリーズに登場する架空の生命体・デジタルモンスターの一種。
2. デジモンアドベンチャーの登場人物。

## 基本データ
- 世代/究極体
- タイプ/サイボーグ型
- 属性/データ
- 必殺技/アルティメットストリーム
- 得意技/ヘルスクイーズ、ポセイドンディバイド
- 勢力/ディープセイバーズ、メタルエンパイア

必殺技
アルティメットストリーム
エネルギー砲を鼻先から発射する。

## 登場人物としてのメタルシードラモン

### デジモンアドベンチャー
ダークマスターズの一角として登場。声優は風間勇刀（ヤマト役と兼任）。海のエリアを支配していた。同格の三人と比べても短気かつ激情的で、子供たちとホエーモンの追撃を「狩り」と称してゆっくり楽しもうと発言するなど、尊大な性格をしている。
様々な策と属しているディープセイバーズを率いて、真っ先に子供たちを追撃。ズドモンを一撃で撃破する火力と機動力で海中戦力に乏しい子供たちを圧倒したが、ホエーモン完全体の乱入により取り逃がす。その後も猛追を掛け、ある湾まで追いついたが、回復したウォーグレイモンの迎撃を受ける。ドラモンキラーもはじき返す重装甲（ドラモンキラーと同じクロンデジゾイト合金製である）と、空中から水中までをカバーする機動力でウォーグレイモンを噛み砕く寸前まで追い込んだが、逃げたはずのホエーモンの決死の体当たりを受けて弾き飛ばされてしまった。直後にホエーモンを殺害したものの、その瞬間にウォーグレイモンのブレイブトルネードにより飛び込まれ、放ったアルティメットストリームごと口から内部を引き裂かれて死亡する。
ダークマスターズで最初に敗れた。なお、同作に登場したボス級敵デジモンの中では唯一のデータ種でもある（他はアポカリモンを除きすべてウィルス種）。
小説版ではホエーモンに加えてレオモンを殺すも、同様にウォーグレイモンに倒されている。

### デジモンクロスウォーズ (漫画)
第16話にてジュピターゾーンでの戦いで登場したデジモンの1体として登場。